# Знак четырёх
«Знак четырёх» (англ. The Sign of the Four) — детективная повесть Артура Конана Дойля, опубликованная в 1890 году в американском журнале Lippincot's Monthly Magazine. Журнал можно было приобрести как в Америке (США),так и в Британии.

## Сюжет
Действие происходит в 1888 году. К Шерлоку Холмсу приходит девушка, Мэри Морстен, которая просит сыщика помочь в разгадке тайны: вот уже шесть лет раз в год мисс Морстен получает анонимную посылку с великолепной жемчужиной. Доктору Ватсону, от имени которого ведётся повествование, эта девушка нравится с первого взгляда.
Также девушка просит, если это возможно, найти её отца, пропавшего десять лет назад. Взявшись за расследование дела, Холмс и Ватсон выясняют, что мисс Морстен вместе с двумя братьями Шолто является наследницей огромного состояния, клада, который заполучили их отцы во время службы в Индии. Они уже собираются разделить сокровища на троих, как вдруг один из братьев оказывается убит, а клад похищен. В бумагах отца убитого обнаруживают «знак четырёх». С помощью собаки и переодевания Холмс выслеживает преступников и вместе с Ватсоном и инспектором Этелни Джонсом пускается за ними в погоню по реке Темзе. Защищаясь от сопротивления, они стреляют в убийцу Шолто, андаманского дикаря по имени Тонга, и хватают его сообщника, беглого каторжника Джонатана Смолла, но сокровища оказываются безвозвратно потеряны (Смолл выбросил их в Темзу).
Рассказ пойманного англичанина Джонатана Смолла переносит читателя в Агру времён восстания сипаев. Смолл вместе с тремя сикхами (Мохаммедом Сингхом, Достом Акбаром и Абдуллой Ханом), убив купца Ахмета, завладевают сокровищами, которые богатый раджа с помощью убитого пытался спасти от охватившего колониальную Индию восстания. Убийцы прячут клад и приносят клятву верности друг другу и тайне, но их ловят и обрекают на вечную каторгу на Андаманских островах. Ради спасения они посвящают в тайну сокровища офицеров охраны каторжного поселения майора Шолто и капитана Морстена, однако Шолто нарушает данную им клятву: завладевает сокровищами, но пленников не освобождает. Через несколько лет после Шолто в Лондон возвращается капитан Морстен, но во время ссоры с Шолто капитан умирает от сердечного приступа. Ещё позже с помощью туземца, аборигена Андаманских островов,  Тонги Смоллу удаётся бежать, и он мстит Шолто, оставляя «знак четырёх».
В ходе расследования Ватсон и Мэри Морстен влюбляются друг в друга и решают жениться. Не последнюю роль в этом сыграла пропажа сокровищ, так как Ватсон не решался сделать предложение, опасаясь, что его намерения сочтут корыстными.

## История
Конан Дойл рассказал, что ему было поручено написать историю за обедом с Джозефом Стоддартом, управляющим редактором американского ежемесячного журнала Lippincott’s Monthly, в отеле "Langham Hotel" в Лондоне 30 августа 1889 года. Стоддарт хотел выпустить английскую версию «Липпинкотта» с британскими редакторами и авторами. На том обеде также присутствовал Оскар Уайльд, который впоследствии опубликовал «Портрет Дориана Грея» в июльском номере 1890 года.
Роман впервые появился в февральском выпуске «Липпинкотта» в 1890 году и назывался «Знак четырёх, или загадка Шолто» ({{lang-en|The Sign of the Four; or The Problem of the Sholtos). Номер вышел в Лондоне и Филадельфии. Британское издание журнала первоначально стоило шиллинг, а американское 25 центов. Сегодня оставшиеся экземпляры стоят несколько тысяч долларов.
В этом же году роман был переиздан несколькими местными британскими журналами под изменённым оригинальным названием «The Sign of Four». В октябре 1890 года под этим же названием Спенсер Блэкетт опубликовал роман в виде книги с иллюстрациями Чарльза Керра.
На протяжении многих лет различные издания отличались между собой названиями. Большинство изданий пренебрегали вторым артиклем «the». В самом романе используется название из пяти слов, то есть «the Sign of the Four», однако в конце Джонатан Смолл дважды использует название из четырёх слов.
Как и первая история о Холмсе «Этюд в багровых тонах», написанная двумя годами ранее, повесть «Знак четырёх» поначалу не была особенно успешна. Только коротким рассказам, публиковавшимся с 1891 года в журнале «Strand Magazine», удалось прославить имена Шерлока Холмса и его создателя.
Ради написания этой повести, обещанной издателю журнала Monthly Lippincott Джозефу Стоддарту, Конан Дойл приостановил работу над историческим романом «Белый отряд», что его не очень радовало. Во многом поэтому, желая закончить дело побыстрее, он вернулся к образам Холмса и Ватсона, хотя изначально не предполагал этого делать.
| 1 | Дом Холмса (Бейкер-стрит, 221b)                                                  |
| 2 | Место трагедии (Аппер-Норвуд)                                                    |
| 3 | Начало погони по Темзе (около Тауэра)                                            |
| 4 | Завершающая фаза погони по Темзе (между Баркинглевелом и Пламстедскими болотами) |

| 1 | Дом Холмса (Бейкер-стрит, 221b)                                                  |
| 2 | Место трагедии (Аппер-Норвуд)                                                    |
| 3 | Начало погони по Темзе (около Тауэра)                                            |
| 4 | Завершающая фаза погони по Темзе (между Баркинглевелом и Пламстедскими болотами) |

## Экранизации
| Год  | Название                                                      | Страна               | Режиссёр                     | Шерлок Холмс                             | Доктор Ватсон       |
| ---- | ------------------------------------------------------------- | -------------------- | ---------------------------- | ---------------------------------------- | ------------------- |
| 1905 | Приключения Шерлока Холмса (предположительно)                 | США                  | Теодор Либлер                | Морис Костелло или Брончо Билли Андерсон | Керл Беллью         |
| 1913 | Sherlock Holmes Solves the Sign of the Four                   | США                  | Lloyd Lonergan               | Harry Benham                             | Charles Gunn        |
| 1923 | The Sign of the Four                                          | Великобритания       | Maurice Elvey                | Eille Norwood                            | Hubert Willis       |
| 1932 | The Sign of the Four                                          | Великобритания       | Graham Cutts                 | Arthur Wontner                           | Ian Hunter          |
| 1968 | The Sign of the Four                                          | Великобритания       | Неизвестно/BBC               | Питер Кушинг                             | Nigel Stock         |
| 1974 | Das Zeichen der Vier (эпизод телесериала «Великие детективы») | Франция · ФРГ        | Jean-Pierre Decourt          | Rolf Becker                              | Roger Lumont        |
| 1983 | The Sign of the Four                                          | Великобритания       | Desmond Davis                | Ian Richardson                           | David Healy         |
| 1983 | Знак четырёх (мультфильм)                                     | Австралия            | Ian Mackenzie, Alex Nicholas | Питер О’Тул (голос)                      | Earle Cross (голос) |
| 1983 | Приключения Шерлока Холмса и доктора Ватсона: Сокровища Агры  | СССР                 | Игорь Масленников            | Василий Ливанов                          | Виталий Соломин     |
| 1987 | The Sign of Four                                              | Великобритания       | Peter Hammond                | Джереми Бретт                            | Edward Hardwicke    |
| 1991 | Кровавый круцифер (ТВ) / The Crucifer of Blood                | Великобритания · США | Фрейзер Кларк Хестон         | Чарлтон Хестон                           | Ричард Джонсон      |
| 2001 | The Sign of the Four                                          | Канада               | Rodney Gibbons               | Matt Frewer                              | Kenneth Welsh       |
| 2013 | Камень, ножницы, бумага (эпизод телесериала Шерлок Холмс)     | Россия               | Андрей Кавун                 | Игорь Петренко                           | Андрей Панин        |
| 2014 | Знак трёх (эпизод телесериала Шерлок)                         | Великобритания       | Ник Харран                   | Бенедикт Камбербэтч                      | Мартин Фримен       |
| 2017 | Шесть Тэтчер (эпизод телесериала Шерлок)                      | Великобритания       | Рэйчел Талалэй               | Бенедикт Камбербэтч                      | Мартин Фримен       |
| 2020 | Знак четырёх (эпизод аниме-сериала Патриот Мориарти)          | Япония               | Кадзуя Номура                | Макото Фурукава (голос)                  | Юки Оно (голос)     |
| 2023 | Хитровка. Знак четырёх                                        | Россия               | Карен Шахназаров             |                                          |                     |